# Караша (Атырауская область)
Караша (каз. Қараша) — село в Жылыойском районе Атырауской области Казахстана. Входит в состав Жемского сельского округа. Находится примерно в 25 км к западу от города Кульсары, административного центра района. Код КАТО — 233635300.

## Население
В 1999 году население села составляло 179 человек (101 мужчина и 78 женщин). По данным переписи 2009 года, в селе проживало 146 человек (87 мужчин и 59 женщин).